# Franz Josef Schönbrod
Franz Josef Schönbrod, indicato anche come Hans Schoenbrod (Colonia, 1874 – ...), è stato un calciatore e dirigente sportivo tedesco.

## Carriera

### Giocatore
Nato nell'allora Impero tedesco, nel 1892 si trasferì in Italia, a Torino, per esercitare la professione di agente di commercio. Fece parte della rosa della Torinese almeno dal novembre 1899, quando disputò una partita di preparazione al campionato.
Nel 1904, tra le file della Torinese, perse contro la Juventus l'eliminatoria piemontese.

### Dirigente
Il 3 dicembre 1906 fu scelto come presidente del neonato Torino, carica che occupò anche per tutto il 1907. Nel 1908 cedette la carica ad Alfred Dick, mantenendo per alcuni anni il ruolo di dirigente.